# Mihail Majearu
Mihail Majearu, né le 15 juillet 1960 à Galați (Roumanie), est un footballeur roumain, qui évoluait au poste d'arrière droit ou milieu de terrain au Steaua Bucarest et en équipe de Roumanie.
Majearu n'a marqué aucun but lors de son unique sélection avec l'équipe de Roumanie en 1987.

## Carrière de joueur
- 1979-1981 : FCM Galați
- 1981-1988 : Steaua Bucarest
- 1988-1990 : FC Inter Sibiu
- 1990-1991 : Panachaiki
- 1991-1993 : FC Inter Sibiu
- 1993-1994 : Gloria Bistrița
- 1994-1995 : Corvinul Hunedoara
- 1995-1996 : CFR Timișoara

## Palmarès

### En équipe nationale
- 1 sélection et 0 but avec l'équipe de Roumanie en 1987.

### Avec le Steaua Bucarest
- Vainqueur de la Coupe d'Europe des Clubs Champions en 1986.
- Vainqueur de la Supercoupe de l'UEFA en 1986.
- Finaliste de la Coupe intercontinentale en 1986.
- Vainqueur du Championnat de Roumanie de football en 1985, 1986, 1987 et 1988.
- Vainqueur de la Coupe de Roumanie de football en 1985, 1987 et 1988.

### Avec Gloria Bistrița
- Vainqueur de la Coupe de Roumanie de football en 1994.